# Verborgene christliche Stätten in der Region Nagasaki

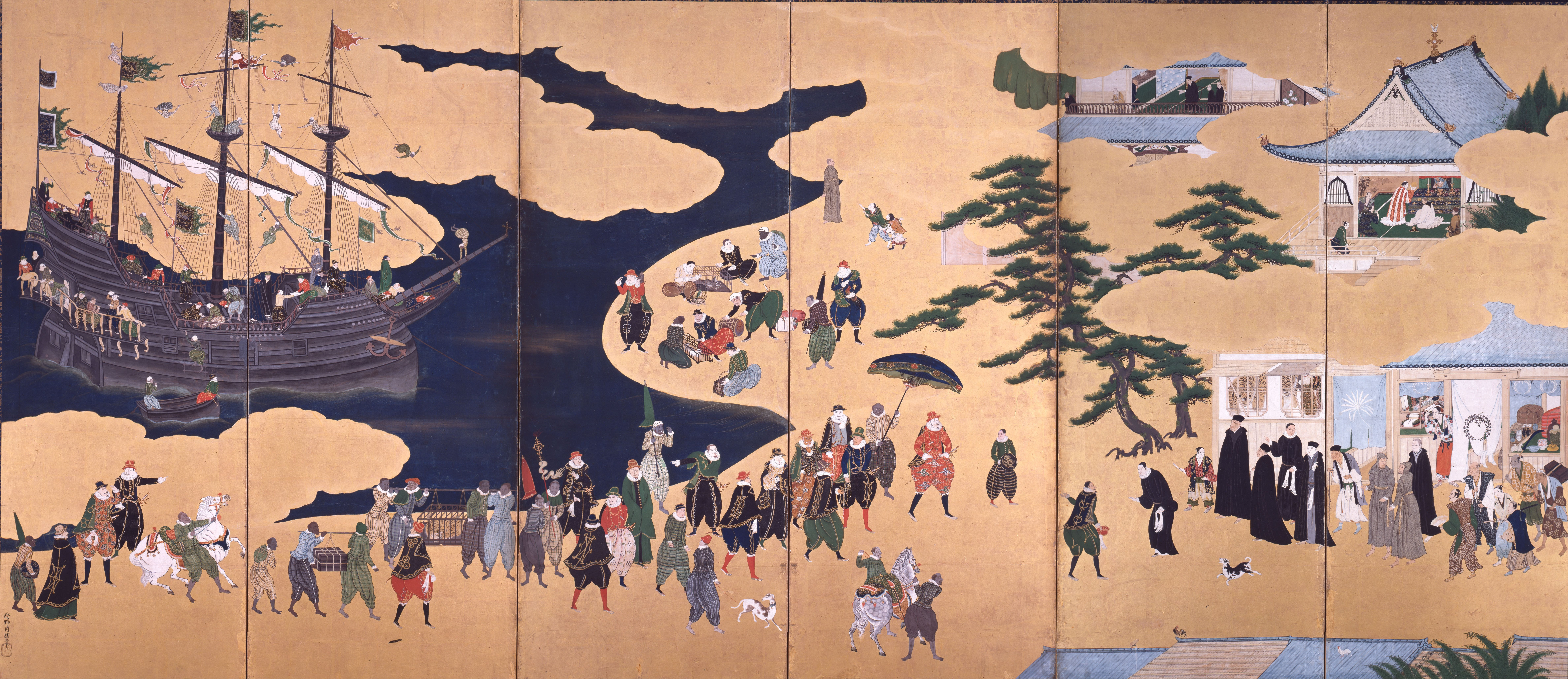
Kano Naizen: Ankunft eines europäischen Schiffs (Wandschirm, vor 1613, Kobe-Museum). Rechts im Hintergrund eine japanische Kirche mit Kreuz auf dem Dach.

Die Verborgenen christlichen Stätten in der Region Nagasaki wurden 2018 als serielles UNESCO-Weltkulturerbe vorgeschlagen und am 30. Juni 2018 in die Liste aufgenommen.
Schon seit 2007 waren die Kirchen und christlichen Stätten in Nagasaki auf der Tentativliste. Bei der Eintragung 2007 wurden 28 historische Bauwerke, meist Kirchen, benannt, während die 2018 vorgeschlagenen Stätten den Fokus mehr auf das Leben der christlichen Bevölkerung richten. Es handelt sich um zehn Dörfer oder Inseln, eine Burgruine und eine Kathedrale, gelegen in den Präfekturen Nagasaki und Kumamoto im Nordwesten des japanischen Archipels.

## Phasen der christlichen Geschichte Japans
Die zwölf als Welterbe vorgeschlagenen Stätten wurden so ausgewählt, dass sie für verschiedene Phasen der japanischen Kirchengeschichte stehen können:
1. Die älteste Stätte (Burg Hara) steht für ein Schlüsselereignis, das zum Verbot der christlichen Religion in Japan führte, nämlich die Shimabara-Rebellion.
2. Fünf Stätten illustrieren die verschiedenen religiösen Traditionen, die von den verborgenen Christen (Kakure Kirishitan) entwickelt wurden.
3. Vier Stätten illustrieren die Migrationsstrategien der Kakure Kirishitan.
4. Eine Stätte und ein Baudenkmal (Kathedrale von Oura) illustrieren die Phase der Duldung und Legalisierung des Christentums in Japan.

## Weltkulturerbe-Kandidatur
Allein schon die Einschreibung auf der japanischen Tentativliste verschaffte den christlichen Stätten Aufmerksamkeit, sowohl vor Ort, wo die Christen eine kleine Minderheit darstellen, als auch national und weltweit. Die Initiative ging zunächst nicht von der Präfektur Nagasaki aus, sondern von Denkmalschützern, die sich um den Erhalt der Kirchengebäude angesichts schwindender Gemeinden sorgten. Das katholische Erzbistum Nagasaki eröffnete 2007 ein Pilgerbüro. Der japanische Tourismusverband entwickelte das Konzept eines Pilgerwegs, der in der Region Nagasaki zahlreiche christliche Stätten verband, neben Kirchen auch Stätten des Martyriums, Friedhöfe und Museen. In anderen christlich geprägten Orten wurde erhoben, was an Traditionen aus der Verfolgungszeit noch vorhanden war.
Im Februar 2016 zog Japan den Antrag auf Welterbestatus zurück, nachdem ICOMOS die Erläuterung der einzelnen Stätten als unzureichend kritisiert hatte. ICOMOS schlug eine stärkere Fokussierung auf die Periode der Christenverfolgung vor. Über eine überarbeitete und gekürzte Liste von Welterbestätten wurde im Sommer 2018 von der UNESCO positiv entschieden.

### Liste (Stand 2018)
| Bild | Objekt                                                                        | Beschreibung |
| ---- | ----------------------------------------------------------------------------- | --- |
|      | Burgruine Hara (Archäologische Stätte) Standort                               | Mehr als 20.000 aufständische Bauern unter Leitung von Amakusa Shiro nutzten die aufgelassene Burg Hara in der Shimabara-Rebellion 1637–1638 als Militärbasis. Der Aufstand hatte soziale Ursachen, bekam aber auch Züge eines Religionskonflikts, da viele Aufständische Christen waren. Als Verteidigungsanlage hatte Hara einerseits noch mittelalterliche Züge (Wälle aus gehärtetem Schlamm), andererseits einen frühmodernen Steinwall. Bei Ausgrabungen kamen zahlreiche christliche Kleinfunde ans Licht: unregelmäßig geformte Kreuze, die anscheinend von den Belagerten aus Gewehrkugeln hergestellt wurden, Medaillen, Rosenkranzperlen.                                                                                                  |
|      | Dorf Kasuga und Berg Yasumandake auf der Insel Hirado Standort                | Im Dorf Kasuga wurden katholische Gräber aufgefunden, die aus der Anfangszeit der christlichen Mission in Japan stammen. In einigen Häusern des Dorfes wurden christliche Kultgegenstände aufbewahrt. Die Kakure Kirishitan lebten ihren Glauben unter anderem durch Aufsuchen von Orten in der Natur, die ihnen als heilig galten. Ein solcher Ort war der auch von Buddhisten und Shintoisten verehrte Berg Yasumandake. |
|      | Insel Nakaenoshima                                                            | Auf der unbewohnten Insel zwischen Hirado und Ikitsuki wurden viele Christen hingerichtet. Nakaenoshima wurde von den Kakure Kirishitan deshalb als heilige Stätte verehrt. Unter anderem holten sie von hier das Wasser für Taufen und andere Rituale. |
|      | Dorf Sakitsu auf der Insel Shimoshima in Amakusa                              | In dem Fischerdorf Sakitsu verehrten die Kakure Kirishitan die traditionellen Glücksgötter Daikokuten und Ebisu als Deus (den Gott der Christen) und Haliotis-Muscheln als Symbol der Jungfrau Maria. Besonders hervorzuheben ist das Haus des christlichen Gemeindeleiters (mizukata) und das Haus des Ortsvorstehers, in dem das fumi-e stattfand: des Christentums verdächtigte Personen mussten auf christliche Symbole treten, um sich von ihrer Religion zu distanzieren. Beim Dorf befindet sich der Shinto-Schrein Sakitsusuwa. Christen aus dem Dorf Sakitsu nutzten ihn während der Verfolgungszeit als Ort des Gebets. 1805 wurde eine Gruppe verhört, die angab, an diesem Schrein anmen riyusu zu rezitieren (Amen Jesus oder Amen Deus) |
|      | Dorf Shitsu in Sotome                                                         | In diesem Dorf gelang es den Kakure Kirishitan, in mehreren Häusern christliche Kultbilder zu verbergen. Isoliert von der katholischen Weltkirche, folgten sie weiterhin dem liturgischen Kalender und gaben den Katechismus weiter. Nach dem Ende der Verfolgung traten die meisten von ihnen der katholischen Pfarrgemeinde bei und bauten eine Kirche auf einem den Ort überblickenden Hügel. Diese Kirche hat getrennte Eingänge für Männer und Frauen; die Architektur ist den stürmischen Winden angepasst. |
|      | Dorf Ono in Sotome                                                            | In diesem Dorf überlebten die Kakure Kirishitan, indem sie sich als Shintoisten und Buddhisten ausgaben. Sie verehrten die üblichen Shinto-Schreine, in denen sie ihre eigenen Kultbilder aufstellten, vor denen sie beteten. Die Kirche mit ihrer bemerkenswerten Architektur entstand nach dem Ende der Verfolgungszeit. |
|      | Dörfer auf der Insel Kuroshima                                                | Auf dieser Insel gründeten die Kakure Kirishitan neue Siedlungen in bisher unbewohnten Gegenden. Die von den christlichen Siedlern angelegten Viehweiden sind im Landschaftsbild erkennbar. Mit dem stillschweigenden Einverständnis der bereits dort ansässigen buddhistischen Bevölkerung stellten sie eine (nicht mehr erhaltene) Statue der Maria Kannon im Kozenji-Tempel auf. Bevor sie eine eigene Kirche erbauten, trafen die Christen von Kuroshima sich im Haus ihres Vorstehers (mizukata) zum Gebet. Die neoromanische Kirche wurde 1902 fertiggestellt, der Altarbereich ist mit Arita-Porzellankacheln ausgelegt. |
|      | Ruinen von Dörfern auf der Insel Nozaki                                       | Auf dieser bergigen Insel, die von Shintoisten als heilig betrachtet wird, siedelten sich im 19. Jahrhundert Kakure Kirishitan von der Insel Sotome an. Nach außen praktizierten sie den Shintoismus, bezogen auf den Okinokojima-Schrein. Im Landschaftsbild erkennbar ist das terrassierte Kulturland aus der Zeit der christlichen Siedlungen. |
|      | Dörfer auf der Insel Kashiragashima                                           | Auf dieser entlegenen Insel wurden traditionell Menschen mit ansteckenden Krankheiten isoliert. Dadurch eignete sie sich als Rückzugsort für die Kakure Kirishitan. Hervorzuheben ist hier der christliche Friedhof sowie das Grab eines Buddhisten, der die christliche Ansiedlung auf der Insel organisierte und unterstützte. |
|      | Dörfer auf der Insel Hisaka Standort                                          | Hier siedelten Christen und Buddhisten in verschiedenen Dörfern, kooperierten aber beim Fischfang und in der Landwirtschaft. Die Reisfelder sind noch vorhanden, die Örtlichkeit Rokuroba erinnert an die Fischerei. |
|      | Dorf Egami auf der Insel Naru                                                 | Besonders reiche Fischereierträge des Jahres 1918 ermöglichten es der christlichen Gemeinde, diese Holzkirche zu errichten. Die Region leidet aktuell unter starkem Bevölkerungsverlust. In der Kirche findet nur mehr einmal im Monat ein Gottesdienst statt, an dem drei Personen teilnehmen. Der „würdige“ Abbruch der Holzkirche wurde bereits erwogen, um ihrem Zerfall zuvorzukommen. |
|      | Kathedrale von Oura (Basilika der sechsundzwanzig heiligen Märtyrer) Standort | Hier erfolgte 1865 die erste Kontaktaufnahme zwischen japanischen Geheimchristen und französischen Missionaren nach 220 Jahren Isolation. |

### Begründung des Antrags
Die japanische Regierung als Antragstellerin sieht die Verborgenen christlichen Stätten in der Region Nagasaki als einmalige Beispiele dafür, dass Gläubige einer verfolgten Religion über zwei Jahrhunderte nicht nur durch Rückzug in entlegene Gebiete überlebten, sondern indem sie sich als Shintoisten oder Buddhisten sozial tarnten. ICOMOS stimmt dieser Einschätzung zu und sieht in der Kultur der Kakure Kirishitan Besonderheiten, die eine Einschreibung als Weltkulturerbe rechtfertigen (Kriterium iii).

### Eintrag in die Liste
Am 30. Juni 2018 wurde das Welterbe „Verborgene christlichen Stätten in der Region Nagasaki“ in die Liste eingetragen.